# Forme dall'alto
Forme dall'alto è un dipinto di Vittore Frattini. Eseguito tra il 1973 e il 1974, appartiene alle collezioni d'arte della Fondazione Cariplo.

## Descrizione
Il dipinto si colloca nella scia della produzione informale di Frattini, legata al modello di Scanavino: un nucleo formale nella parte superiore della composizione è il fulcro compositivo intorno al quale è organizzato uno spazio indefinito.

## Storia
Il dipinto apparve in diverse esposizioni personali dell'artista; in occasione di una di queste, allestita nel 1988 presso la Galleria Civica di Gallarate, esso venne acquistato dalla Fondazione Cariplo.